# Nico Seepe
Nico Seepe (geb. 9. Mai 1992 in Hamburg) ist ein deutscher Fußballkommentator und Sportjournalist.

Seepe tritt nicht nur als Sprecher in Liveübertragungen auf, sondern wird auch redaktionell regelmäßig als Experte geführt https://www.tz.de/sport/fc-bayern/fc-bayern-muenchen-hansi-flick-dazn-experte-interview-nico-seepe-90456871.html

## Karriere
Erste Erfahrungen sammelte Seepe bei seinem Praktikum bei dem öffentlichen TV Sender Sport1. Als späterer Freelancer kommentierte er 2016 das erste offiziellen Futsal-Länderspiel einer deutschen Nationalmannschaft im Free-TV. Für die Fernsehsendung Bundesliga Pur kommentiert er regelmäßig Zusammenfassungen der Partien der 1. und 2. Bundesliga. 
Beim Sportstreaming-Dienst DAZN startete Seepe 2016 mit der Einführung auf dem deutschen Markt. Hier ist seine Stimme sowohl in der deutschen Bundesliga als auch in Europas Top-Ligen, wie der spanischen Primera División, der italienischen Serie A sowie der UEFA Champions League zu hören.
Zusätzlich kommentiert Seepe Spiele der Frauen-Bundesliga und der UEFA Women’s Champions League. Er begleitete unter anderem das Finale der Women’s Champions League 2023/24.